# Андриловец
Андриловец је насељено место у саставу града Дугог Села у Загребачкој жупанији, Хрватска. До територијалне реорганизације у Хрватској налазио се у саставу бивше велике општине Дуго Село.

## Становништво
На попису становништва 2011. године, Андриловец је имао 286 становника.

## Попис1991.
На попису становништва 1991. године, насељено место Андриловец је имало 261 становника, следећег националног састава:
| Попис 1991.‍  | Попис 1991.‍  | Попис 1991.‍ | Попис 1991.‍ | Попис 1991.‍ |
| ------------ | ------------ | ----------- | ----------- | ----------- |
|              |              |             |             |             |
| Хрвати       | Хрвати       |             | 252         | 96,55%      |
| Југословени  | Југословени  |             | 1           | 0,38%       |
| Муслимани    | Муслимани    |             | 1           | 0,38%       |
| неопредељени | неопредељени |             | 2           | 0,76%       |
| непознато    | непознато    |             | 5           | 1,91%       |
| укупно: 261  |              |             |             |             |